# Wojciech Rypniewski
Wojciech Robert Rypniewski (ur. 1958) – polski biofizyk i biochemik, profesor nauk chemicznych. Pracuje w Instytucie Chemii Bioorganicznej PAN w Poznaniu.

## Życiorys
W roku 1983 ukończył biofizykę na uniwersytecie w York (Anglia).
W 1987 r. na uniwersytecie w Cambridge uzyskał stopień doktora nauk chemicznych w zakresie biochemii. W roku 2001 w Instytucie Chemii Bioorganicznej PAN uzyskał stopień doktora habilitowanego nauk chemicznych w zakresie biochemii, specjalności: biochemia, biokrystalografia, a w roku 2007 profesora nauk chemicznych.
Od 2002 roku pracuje w Instytucie Chemii Bioorganicznej PAN, gdzie jest kierownikiem Zakładu Struktury i Funkcji Biomolekuł.
W 2013 r. został odznaczony Złotym Krzyżem Zasługi. W 2021 odznaczony Krzyżem Kawalerskim Orderu Odrodzenia Polski.
Żonaty, ojciec trojga dzieci.

## Działalność społeczno-polityczna
Należy do grupy ekspertów Centrum Programowego PiS. W roku 2011 kandydował do Senatu RP z Poznania z listy Prawa i Sprawiedliwości jako bezpartyjny. Jest również członkiem Akademickiego Klubu Obywatelskiego im. Prezydenta Lecha Kaczyńskiego w Poznaniu. 15 lutego 2014 został członkiem rady programowej Prawa i Sprawiedliwości.

## Członkostwo w organizacjach naukowych
- Członek Komitetu Krystalografii PAN[1]
- Członek Centralnej Komisji do Spraw Stopni i Tytułów[1]
- Członek Rady Narodowego Centrum Badań i Rozwoju[13]